# Акулько
Акулько (исп. Aculco) — город и муниципалитет в Мексике, входит в штат Мехико.
Муниципалитет расположен на северо-западе штата. Название происходит из науатля.
Центр муниципалитета — город Акулько-де-Эспиноса, хотя и город, и муниципалитет часто называют «Сан-Херонимо-Акулько».
Муниципалитет расположен в 110 км от Мехико, и известен, согласно «El Heraldo de México», своими изделиями ручной работы и сырами. Населения Акулько составляет 44 823 человек. Мэр или президент муниципалитета Акулько — Хорхе Альфредо Оснорнио Виктория.